# Jesus schläft, was soll ich hoffen?

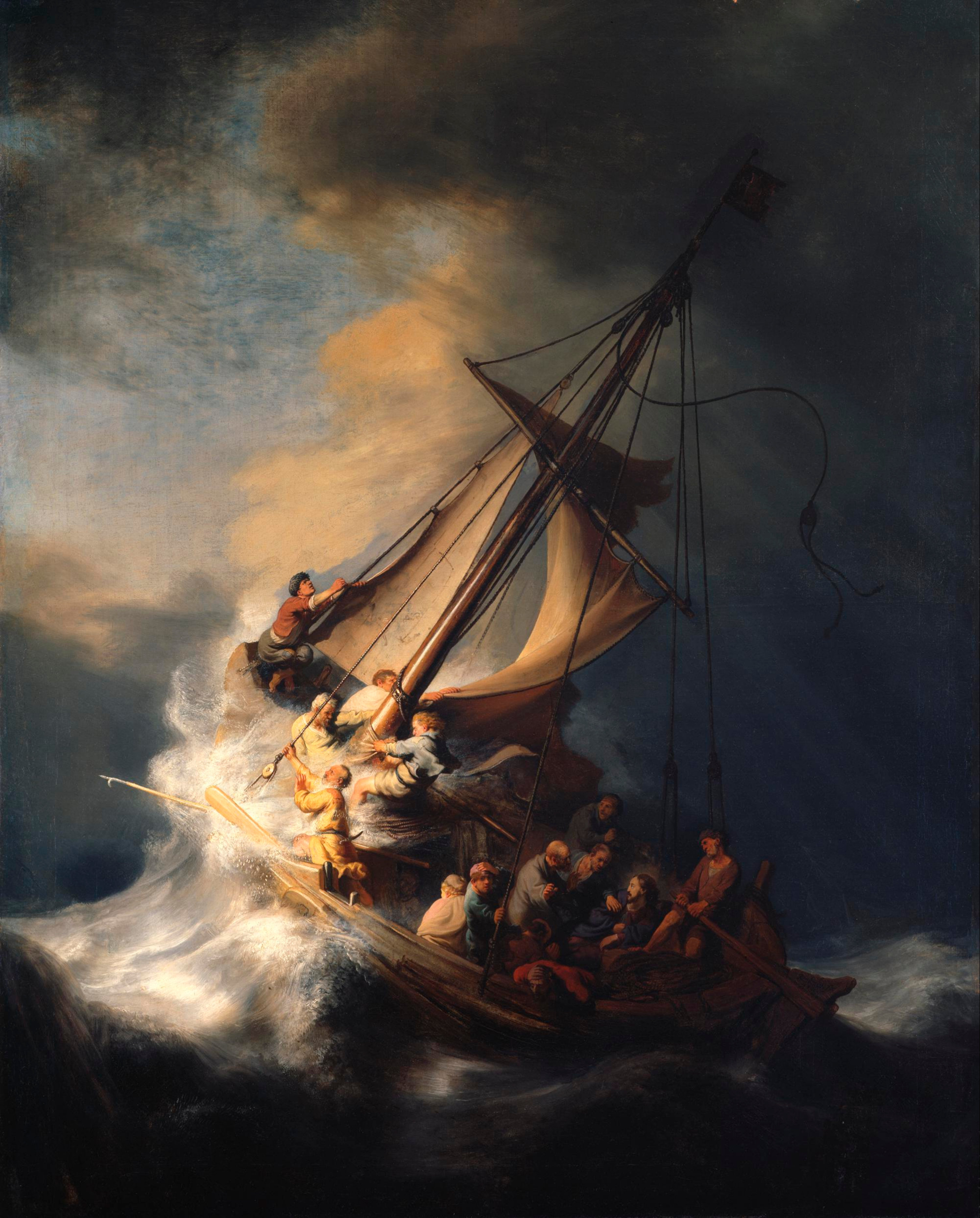
The Storm on the Sea of Galilee by Rembrandt, 1632

Jesus schläft, was soll ich hoffen (BWV 81) ist eine Kirchen-Kantate von Johann Sebastian Bach. Er komponierte sie in Leipzig für den 4. Sonntag nach Epiphanias und führte sie erstmals am 30. Januar 1724 auf.

## Geschichte und Worte
Bach schrieb die Kantate in seinem ersten Jahr in Leipzig für den 4. Sonntag nach Epiphanias und führte sie am 30. Januar 1724 erstmals auf. Der 4. Sonntag nach Epiphanias ist selten und kommt nur in Jahren vor, in denen Ostern spät liegt. Die vorgeschriebenen Lesungen waren Röm 13,8–10  und Mt 8,23–27 , die Sturmstillung. Der Textdichter ist unbekannt, Erdmann Neumeister und Christian Weiss wurden vorgeschlagen. Der Dichter bezieht sich auf das Evangelium und zeigt Jesus als verborgen (schlafend) und offenbar (handelnd), ähnlich wie in Mein Gott, wie lang, ach lange?, 1716 in Weimar geschrieben und drei Wochen zuvor wieder aufgeführt. Die Worte des vierten Satzes zitieren das Evangelium: „Ihr Kleingläubigen, warum seid ihr so furchtsam?“ Der Schlusschoral ist die zweite Strophe von Johann Francks Jesu meine Freude.

## Besetzung und Aufbau
Die Kantate ist besetzt mit drei Solisten, Alt, Tenor und Bass, vierstimmigem Chor im Choral, zwei Blockflöten, zwei Oboe d’amore, zwei Violinen, Viola und Basso continuo. Die Flöten und Oboen wurden von denselben Musikern gespielt.
1. Aria (Alt, Blockflöten): Jesus schläft, was soll ich hoffen?
2. Recitativo (Tenor): Herr! warum trittest du so ferne?
3. Aria (Tenor): Die schäumenden Wellen von Belials Bächen
4. Arioso (Bass): Ihr Kleingläubigen, warum seid ihr so furchtsam?
5. Aria (Bass, Oboe d’amore): Schweig, aufgetürmtes Meer!
6. Recitativo (Alt): Wohl mir, mein Jesus spricht ein Wort
7. Choral: Unter deinen Schirmen

## Musik
Bach stellt die Fragen der ängstlichen Seele dramatisch dar, ähnlich den Dialogen in O Ewigkeit, du Donnerwort, BWV 60. Die erste Arie illustriert das Schlafen durch Blockflöten, tiefe Lagen der Streicher und Haltetöne in der Singstimme. Ähnliche Ausdrucksmittel benutzte Bach auch in der Arie Sanfte soll mein Todeskummer seines Oster-Oratoriums. In Satz 3 zeichnen die Linien der Instrumente Sturm und Wellen nach, ähnlich wie in Opern der Zeit. Der zentrale Satz in der symmetrischen Anordnung der Kantate ist Satz 4. Der Bass als Vox Christi (Stimme Christi) stellt die Frage Jesu. Continuo und Singstimme benutzen in diesem Arioso ähnliches Material, was die Worte intensiviert. Die folgende Arie, bezeichnet allegro, kontrastiert den Sturm in unisono-Läufen der Streicher mit ruhigerer Bewegung in den Oboen. Der Schlusschoral ist schlicht vierstimmig gesetzt.
Bach komponierte eine ähnliche symmetrische Anordnung um ein Bibelwort 1726 in Brich dem Hungrigen dein Brot, BWV 39.

## Einspielungen
- Bach Cantatas Vol. 1 – Advent and Christmas. Karl Richter, Münchener Bach-Chor, Münchener Bach-Orchester, Anna Reynolds, Peter Schreier, Theo Adam. Archiv Produktion, 1972.
- J.S. Bach: Das Kantatenwerk – Sacred Cantatas Vol. 5. Nikolaus Harnoncourt, Tölzer Knabenchor, Concentus Musicus Wien, Paul Esswood, Kurt Equiluz, Ruud van der Meer. Teldec, 1978.
- Die Bach Kantate Vol. 25. Helmuth Rilling, Gächinger Kantorei, Bach-Collegium Stuttgart, Julia Hamari, Adalbert Kraus, Siegmund Nimsgern. Hänssler, 1983.
- J.S. Bach: Complete Cantatas Vol. 8. Ton Koopman, Amsterdam Baroque Orchestra & Choir, Bogna Bartosz, Jörg Dürmüller, Klaus Mertens. Antoine Marchand, 1998.
- J.S. Bach: Complete Cantatas Vol. 8. Pieter Jan Leusink, Holland Boys Choir, Netherlands Bach Collegium, Sytse Buwalda, Knut Schoch, Bas Ramselaar. Brilliant Classics, 1999.
- Bach Cantatas Vol. 19: Greenwich/Romsey. John Eliot Gardiner, Monteverdi Choir, English Baroque Soloists, William Towers, Paul Agnew, Peter Harvey. Soli Deo Gloria, 2000.
- J.S. Bach: Cantatas Vol. 21 – Cantatas from Leipzig 1724. Masaaki Suzuki, Bach Collegium Japan, Robin Blaze, James Gilchrist, Peter Kooij. BIS, 2002.
- J.S. Bach: Cantatas for the Complete Liturgical Year, Vol. 8. Sigiswald Kuijken, La Petite Bande, Gerlinde Sämann, Petra Noskaiová, Christoph Genz, Jan van der Crabben. Accent, 2008.

DVD
- „Jesus schläft, was soll ich hoffen“. Kantate BWV 81. Rudolf Lutz, Orchester der J. S. Bach-Stiftung, Roswitha Müller, Bernhard Berchthold, Wolf Matthias Friedrich. Samt Einführungsworkshop sowie Reflexion von Rolf Dubs. Gallus Media, 2009.